# Vascoveiro
Vascoveiro ist eine Gemeinde (Freguesia) im portugiesischen Kreis Pinhel. In ihr leben 156 Einwohner (Stand 19. April 2021).
Beim Ort liegt die mittelalterliche Felsgräbernekropole.

Necrópole medieval do Vascoveiro
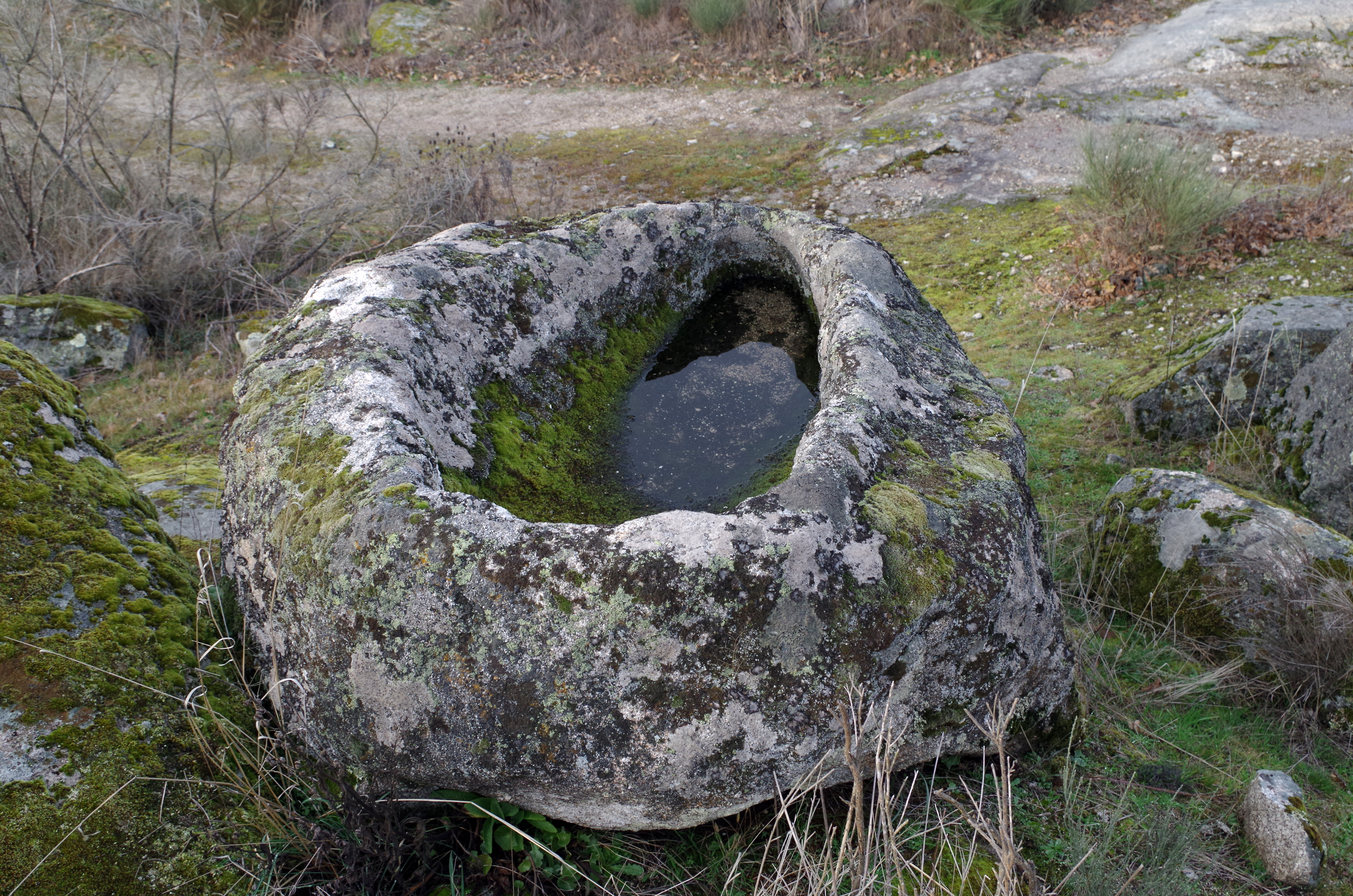
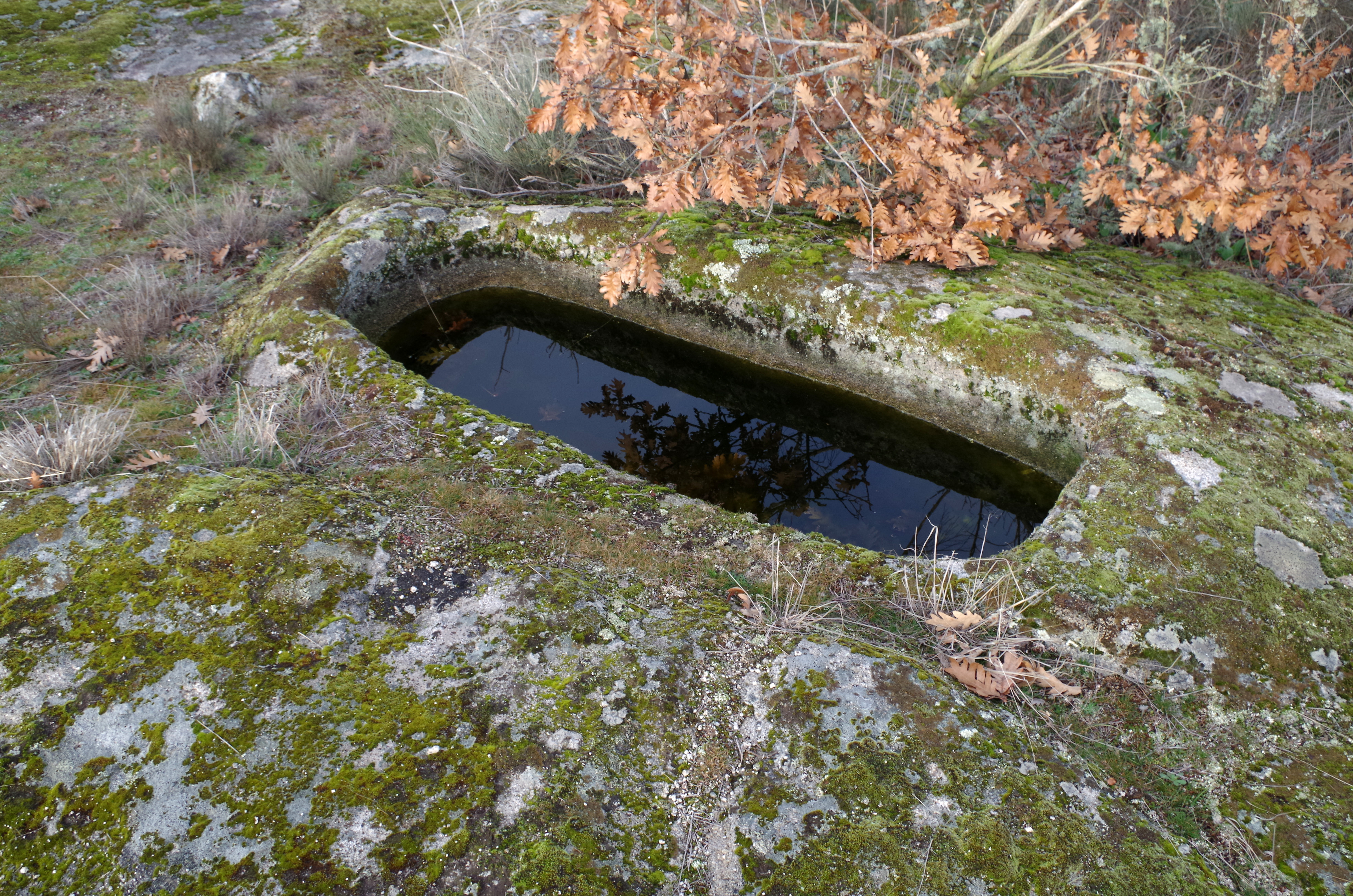
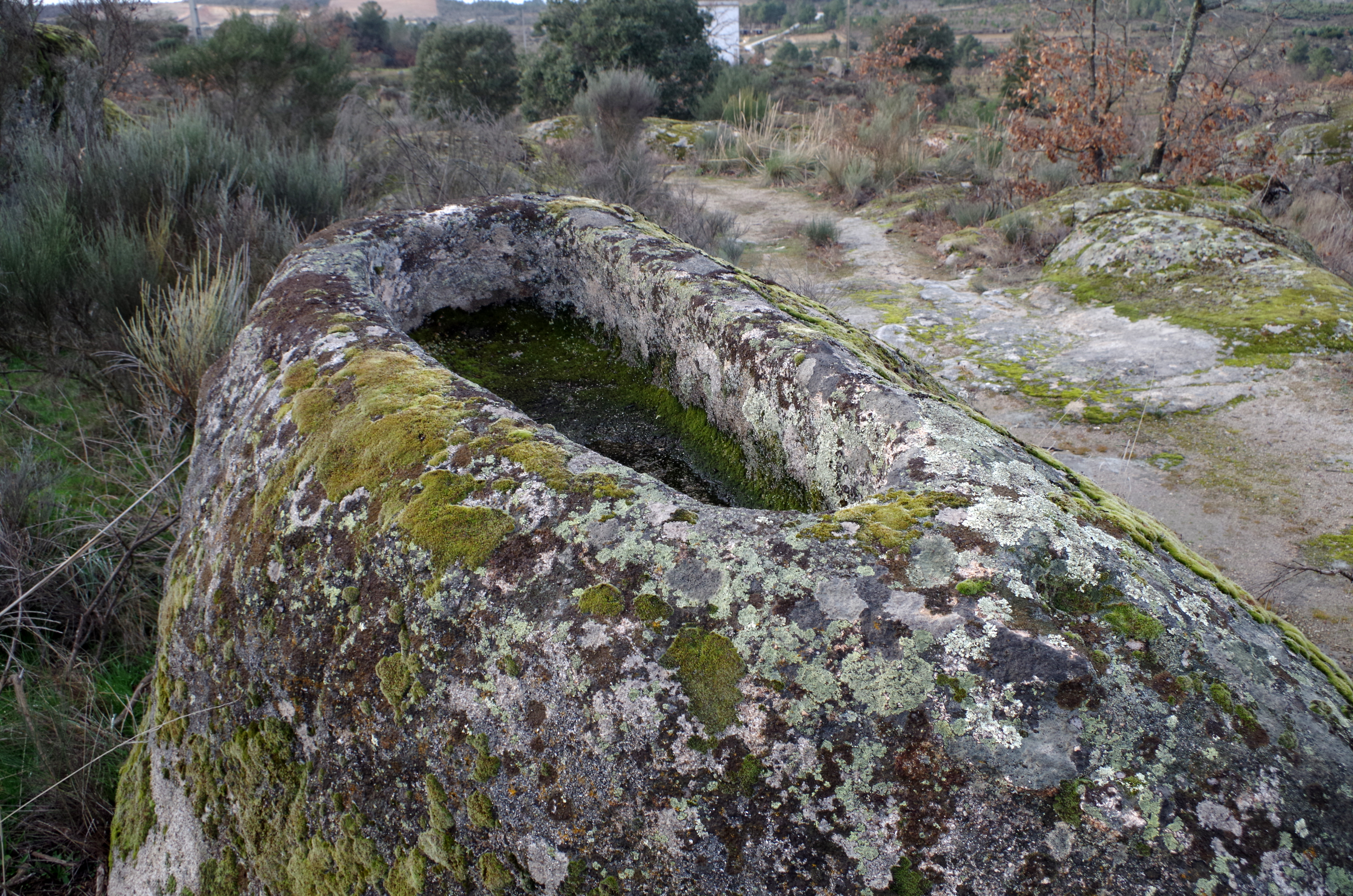
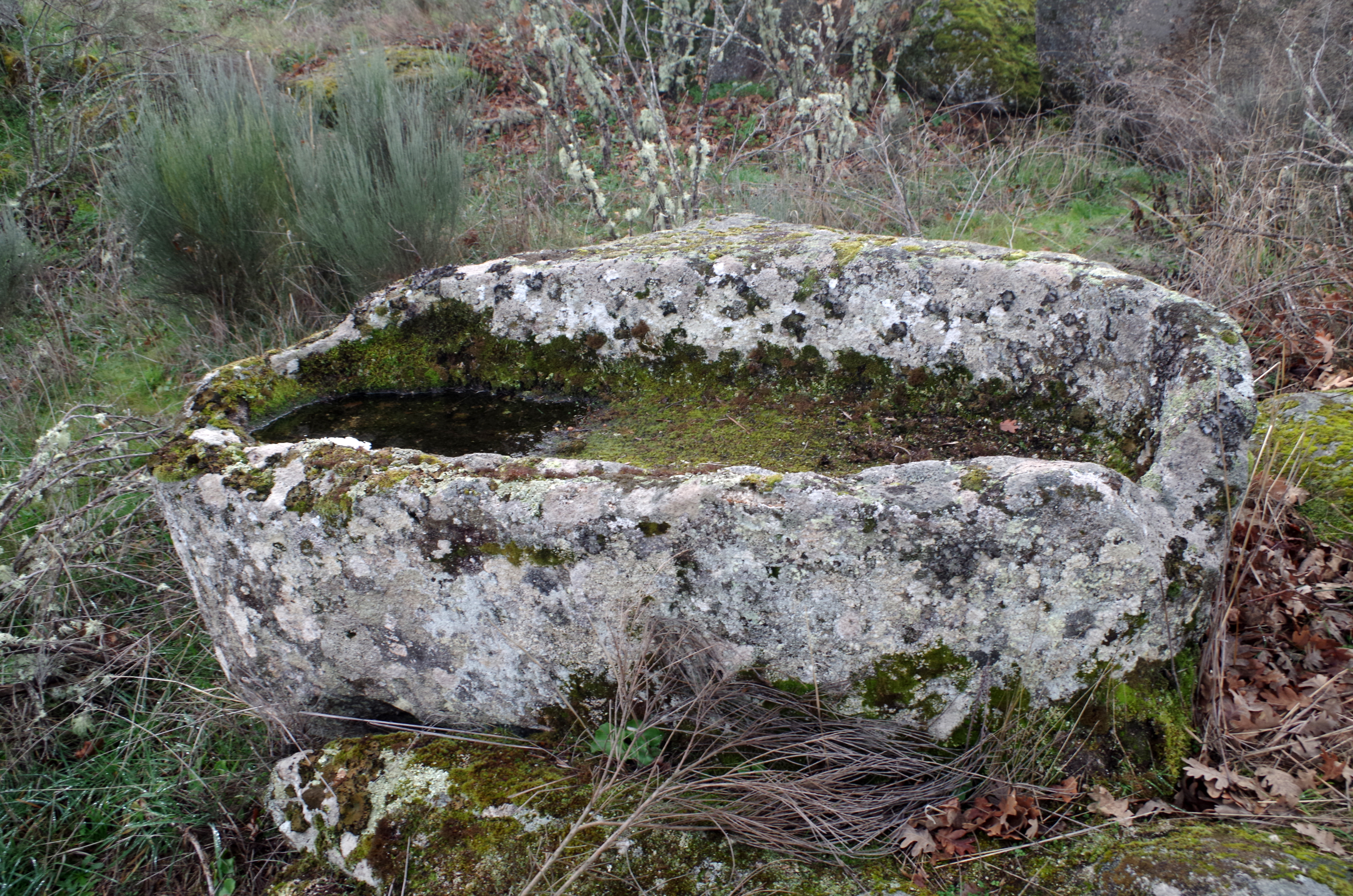